# Ecchlorolestes nylephtha
Ecchlorolestes nylephtha é uma espécie de libelinha da família Synlestidae.
É endêmica da África do Sul. Habita pequenos riachos cercados de samambaias nas sombras da floresta. 
Está ameaçada devido a perda de habitat causada pela redução das florestas de Cabo. Atualmente a espécie é encontrada em riachos perto do Rio Storms, na Floresta Tsitsikamma, na Reserva Natural de Marloth, e foi recentemente encontrada em Swellendam.